# Verseilles-le-Bas
Verseilles-le-Bas település Franciaországban, Haute-Marne megyében. Lakosainak száma 111 fő (2022. január 1.). Verseilles-le-Bas Verseilles-le-Haut, Baissey, Orcevaux és Villegusien-le-Lac községekkel határos.

## Népesség
A település népessége az elmúlt években az alábbi módon változott:
| Lakosok száma | 68   | 97   | 100  | 103  | 101  | 102  | 102  | 103  | 106  | 111  |
|               | 1968 | 1982 | 1990 | 2006 | 2013 | 2015 | 2017 | 2019 | 2020 | 2022 |